# Habemus Papam (film)
Habemus Papam è un film del 2011 diretto da Nanni Moretti.
La pellicola ha per protagonisti Michel Piccoli, Margherita Buy e lo stesso regista Moretti.
Presentato in concorso al 64º Festival di Cannes, il film ha ottenuto numerosi riconoscimenti, tra cui un European Film Award, sette Nastri d'argento (compreso quello per il regista del miglior film) e tre David di Donatello (tra cui quello al miglior attore protagonista); è stato inoltre eletto miglior film dell'anno dai Cahiers du cinéma.

## Trama
Dopo la morte del papa, si riunisce a Roma il conclave per eleggere il suo successore. Dopo che i primi scrutini si sono conclusi con delle fumate nere, dato che nessuno dei candidati favoriti ha raggiunto il quorum necessario, per rompere l'impasse viene eletto a sorpresa il cardinale Melville. Mentre il cardinale protodiacono sta per annunciare il nome del nuovo pontefice alla folla dei fedeli riuniti in Piazza San Pietro, il neoeletto ha un violento attacco di panico e fugge via nello sconcerto generale, interrompendo la cerimonia prima ancora che sia pubblicamente annunciata la sua elezione.
Durante una conferenza stampa organizzata dopo lo sconcertante episodio, il portavoce della Santa Sede riesce a eludere le domande dei giornalisti e le curiosità del mondo intero, riferendo che il nuovo pontefice ha sentito il bisogno di raccogliersi in riflessione e preghiera prima di concedersi pubblicamente, ma che, prevedibilmente, nel giro di poche ore si sarebbe affacciato alla loggia centrale della Basilica di San Pietro per festeggiare assieme ai fedeli l'inizio del nuovo pontificato. Secondo il codice di diritto canonico, infatti, finché il papa non si presenta dinnanzi al popolo sul balcone la cerimonia di elezione non è conclusa e l'intero conclave non può avere alcun contatto con l'esterno.
Fortemente preoccupato dalla crisi depressiva in cui sembra essere caduto il nuovo pontefice, il collegio cardinalizio fa convocare presso la Santa sede lo psicoanalista professor Brezzi, un noto luminare del settore. I cardinali accolgono con diffidenza lo psicoanalista, ma consentono comunque che questi possa esaminare il Santo Padre. Brezzi, alla presenza dei cardinali, effettua una seduta analitica sul pontefice, dalla quale però nulla emerge di particolare, se non la depressione e il senso di impotenza che affliggono il papa: Brezzi consiglia quindi una seduta presso uno psicoanalista che non conosca la sua identità. Dato che è ormai entrato a far parte del gruppo che assiste il conclave durante la sua convocazione, il dottore viene trattenuto in Vaticano e dunque, come i cardinali, non può aver contatti con l'esterno.
Il neoeletto papa viene quindi condotto in incognito presso la ex moglie di Brezzi, anch'essa psicoanalista, alla quale, spacciandosi per attore, confessa di avere dubbi sulle proprie capacità e di non avere la forza necessaria a svolgere i nuovi obblighi. La psicoanalista – come già anticipato da Brezzi – suggerisce che all'origine delle difficoltà del suo paziente possa esserci un trauma infantile da lei chiamato "deficit di accudimento", legato alla percezione di non essersi sentito sufficientemente amato in qualche particolare episodio del proprio remoto passato. Terminata la seduta, il papa riesce a dileguarsi durante una passeggiata, sfuggendo alla sorveglianza del portavoce Marcin Rajski e della scorta. Per evitare uno scandalo, il portavoce mente ai cardinali e al dottor Brezzi e riferisce che il papa è tornato nelle sue stanze e ha iniziato una promettente convalescenza.
Una guardia svizzera viene condotta negli appartamenti papali con l'incarico di muovere le tende, accendere e spegnere le luci, ascoltare musica e ricevere i pasti come se il pontefice fosse effettivamente presente. L'intero collegio e il dottor Brezzi vengono quindi confinati in una clausura forzata in attesa della guarigione del papa, durante la quale per ammazzare il tempo i cardinali si dedicano alle più svariate attività. Dietro suggerimento di Brezzi, i cardinali sono infine organizzati in un vero e proprio torneo internazionale di pallavolo preparato nel cortile sotto gli appartamenti del pontefice, con l'intento di dare incoraggiamento al papa e aiutarlo a uscire dalla depressione. Verso sera, su un autobus, il pontefice prova a imbastire a voce alta un testo efficace per la sua investitura, ma alla fine rivela ai passeggeri indifferenti di non essere in grado di completare il discorso.
Più tardi, in un albergo, il papa ha modo di incontrare una compagnia teatrale messa in crisi dalle stravaganze di uno dei suoi membri, che deve essere temporaneamente ricoverato in ospedale in un accesso di follia proprio pochi giorni prima di una rappresentazione del Gabbiano di Anton Čechov. Il papa, che conosce a memoria il testo dell'opera, si offre di sostituire l'attore ma non viene neppure preso in considerazione. Durante una cena con gli artisti, il pontefice si estrania dalla realtà e si immagina che tutte le frasi scambiate durante il pasto siano battute tratte dall'opera di Čechov. La successione degli eventi lascia aperta la possibilità che il papa soffrisse veramente di un deficit di accudimento relativo alla sua frustrata carriera di attore.
Nel frattempo il papa prende di nuovo contatto con la psicologa, rivelandole che in realtà non è un attore: in gioventù avrebbe voluto intraprendere la carriera teatrale ma non si è dimostrato all'altezza, messo in ombra dalla sorella, affermata attrice. Durante un breve dialogo con i bambini della psicologa, il pontefice confessa anche di avere picchiato la sorella quando erano piccoli. In un incontro segreto con Rajski, il papa rivelerà il suo desiderio di scomparire senza che il mondo sia informato della sua identità e lasciare che un nuovo papa sia eletto al suo posto. Il portavoce, allarmato, torna in Vaticano e convoca i cardinali – che abbandonano il torneo di pallavolo, con grande delusione di Brezzi – spiegando loro la vera condizione del papa.
I cardinali decidono di comune accordo di recuperare il pontefice, cogliendolo di sorpresa mentre a teatro assiste allo spettacolo di Čechov messo in scena dalla compagnia. Tornato in Vaticano, il papa si presenta finalmente al mondo nel tripudio della folla e dei cardinali. Nel discorso ai fedeli, il pontefice ammette di non avere la forza e di non essere in grado di guidare la Chiesa in un momento di scelte tanto difficili per gli uomini. Al termine del discorso il papa abbandona il leggio e scompare nel palazzo, lasciando nuovamente nel vuoto del conclave la Chiesa, che resta senza guida nello smarrimento generale.

## Produzione

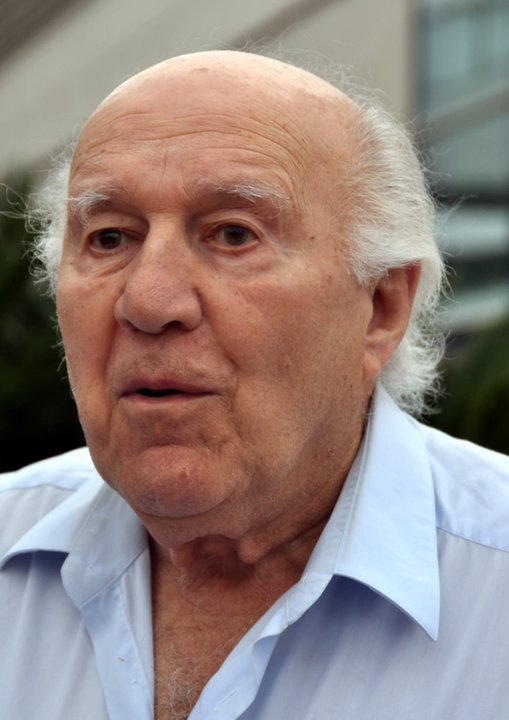
Michel Piccoli in occasione della presentazione del film al 64º Festival di Cannes

All'inizio del film viene menzionato Albino Luciani, papa Giovanni Paolo I, morto dopo trentatré giorni di pontificato e che, secondo la tradizione in uso fino a prima del pontificato di Giovanni Paolo II, non aveva fatto alcun discorso alla prima apparizione dal balcone della Basilica di San Pietro. Nelle proposte di un cardinale, al nuovo papa viene consigliato di impartire una semplice benedizione oppure di fare anche un discorso come il papa appena deceduto nel film (il funerale, nelle immagini, è quello di Giovanni Paolo II).

## Colonna sonora
Come d'abitudine nei film di Moretti, oltre alle musiche originali di Franco Piersanti sono presenti altri brani musicali, tra cui la canzone Todo cambia, scritta da Julio Numhauser (il fondatore dei Quilapayún): la versione presente nella pellicola è quella cantata dalla cantante argentina Mercedes Sosa, ed è stata usata anche nel trailer del film.

## Promozione
L'uscita del film è stata accompagnata da una campagna virale, aprendo un sito ufficiale del film un mese e mezzo prima dell'uscita e aggiornandolo con contenuti esclusivi: sceneggiatura e video di scene eliminate,  clip video con tutti i ciak del film, due brani integrali della colonna sonora, fuoriscena e backstage. È la prima volta che Moretti ha utilizzato il web per promuovere un suo film. All'uscita del film viene presentato "Filmquiz", un gioco a premi i cui partecipanti dovevano indovinare i titoli di 40 film dei quali Moretti citava alcuni dettagli, spesso legati alla sua esperienza personale, in un video pubblicato sul sito del film.

## Distribuzione
Il primo teaser trailer del film è stato diffuso il 22 febbraio 2011. La distribuzione nelle sale è partita il 15 aprile 2011.

## Accoglienza
Ancora prima dell'uscita del film e senza aver visto la pellicola, Pino Farinotti ha duramente criticato l'opera sostenendo che «il papa è troppo grande per Moretti». Natalia Aspesi, sulla Repubblica, ha invece recensito favorevolmente il film, così come il Fatto Quotidiano che ne ha parlato come del miglior film del regista.
Per quanto concerne gli ambienti vicini alla Santa Sede, Radio Vaticana ha lodato la fedeltà della ricostruzione del conclave e ha giudicato «bravissimo» Michel Piccoli, mentre ha espresso qualche perplessità sull'epilogo della storia. La Commissione CEI ha definito il film «complesso ma superficiale», inquadrandolo come «una parabola sulla rinuncia che il mestiere furbo e esperto di Moretti lega anche e comunque alla cassa di risonanza massmediatica che la scelta del mondo vaticano comporta». Famiglia Cristiana, il settimanale cattolico dei Paolini, ha invece accolto favorevolmente la pellicola.
Tuttavia in una rubrica ospitata su Avvenire, quotidiano di ispirazione cattolica, il vaticanista dell'Agenzia Italia, Salvatore Izzo, ha proposto di boicottare il film, che offenderebbe la figura del capo della Chiesa cattolica; le polemiche seguite hanno fatto intervenire il direttore di Avvenire, Marco Tarquinio, che ha specificato come tali dichiarazioni erano a titolo personale di Izzo e che in quella rubrica vengono ospitate proprio opinioni non in consonanza con la linea editoriale del giornale. Sulle pagine de L'Osservatore Romano, anche il critico Emilio Ranzato ha commentato negativamente il film, pur elogiando il resto della filmografia del regista.
In occasione della rinuncia papale da parte di Benedetto XVI dell'11 febbraio 2013, vari organi di informazione hanno fatto riferimento a Habemus Papam, definendo sia il film sia il regista come «profetico». In merito a tale parallelismo tra le vicende reali e la trama del film, Paolo D'Agostini della Repubblica ha affermato: «Nanni Moretti, una volta in più, conferma quanto il suo cinema sia stato capace di cogliere, intuire, intercettare, ascoltare, prevedere».

## Riconoscimenti
- 2012 - David di Donatello
  - Miglior attore protagonista a Michel Piccoli
  - Miglior scenografia a Paola Bizzarri
  - Migliori costumi a Lina Nerli Taviani
  - Nomination Miglior film a Nanni Moretti e Domenico Procacci
  - Nomination Miglior regista a Nanni Moretti
  - Nomination Migliore sceneggiatura a Nanni Moretti, Francesco Piccolo e Federica Pontremoli
  - Nomination Miglior produttore a Nanni Moretti e Domenico Procacci
  - Nomination Migliore attrice non protagonista a Margherita Buy
  - Nomination Miglior attore non protagonista a Renato Scarpa
  - Nomination Miglior fotografia a Alessandro Pesci
  - Nomination Miglior colonna sonora a Franco Piersanti
  - Nomination Migliori acconciature a Carlo Barucci
  - Nomination Miglior montaggio ad Esmeralda Calabria
  - Nomination Miglior sonoro ad Alessandro Zanon
  - Nomination Migliori effetti speciali visivi a Mario Zanot
- 2012 - Bari International Film Festival
  - Miglior attore protagonista a Michel Piccoli
  - Migliore scenografia a Paola Bizzarri
- 2012 - Italian DVD & Blu-Ray Awards
  - Miglior Blu-ray italiano a 01 Distribution
- 2011 - Festival di Cannes
  - Nomination Palma d'oro
- 2011 - European Film Awards
  - Premio speciale onorario a Michel Piccoli
  - Nomination Miglior attore a Michel Piccoli
  - Nomination Miglior scenografia a Paola Bizzarri
- 2012 - European Independent Film Critics Awards
  - Migliore scenografia a Paola Bizzarri
  - Nomination Miglior film a Nanni Moretti e Domenico Procacci
  - Nomination Miglior regia a Nanni Moretti
  - Nomination Miglior attore a Michel Piccoli
  - Nomination Miglior produttore a Nanni Moretti e Domenico Procacci
  - Nomination Miglior attore non protagonista a Renato Scarpa
  - Nomination Migliore attrice non protagonista a Margherita Buy
  - Nomination Migliore sceneggiatura a Nanni Moretti, Francesco Piccolo e Federica Pontremoli

- 2011 - Nastro d'argento
  - Regista del miglior film a Nanni Moretti
  - Migliore produttore a Nanni Moretti e Domenico Procacci
  - Migliore soggetto a Nanni Moretti, Federica Pontremoli e Francesco Piccolo
  - Migliore fotografia ad Alessandro Pesci
  - Migliore scenografia a Paola Bizzarri
  - Migliori costumi a Lina Nerli Taviani
  - Nastro d'argento europeo a Michel Piccoli
  - Nomination Migliore montaggio ad Esmeralda Calabria
- 2011 - Globo d'oro
  - Miglior film a Nanni Moretti
- 2011 - Ciak d'oro
  - Miglior film a Nanni Moretti[27]
  - Migliore sceneggiatura a Nanni Moretti, Francesco Piccolo e Federica Pontremoli[27]
  - Migliore colonna sonora a Franco Piersanti[27]
  - Miglior manifesto a Riccardo Fidenzi e Maurizio Ruben[27]
  - Nomination Migliore fotografia ad Alessandro Pesci
  - Nomination Miglior montaggio ad Esmeralda Calabria
  - Nomination Miglior produttore a Nanni Moretti e Domenico Procacci
  - Nomination Migliore scenografia a Paola Comencini
  - Nomination Migliore sonoro in presa diretta ad Alessandro Zanon e Simone Carnesecchi
  - Nomination Migliori costumi a Lina Nerli Taviani
- 2011 - Cahiers du cinéma
  - Miglior film dell'anno
- 2012 - Italian Online Movie Awards
  - Miglior film italiano a Nanni Moretti
  - Nomination Miglior film europeo a Nanni Moretti
  - Nomination Miglior attore protagonista a Michel Piccoli
  - Nomination Migliore sceneggiatura originale a Nanni Moretti, Francesco Piccolo e Federica Pontremoli